# Fosa Creek
Koordinaten: 62° 12′ S, 58° 27′ W

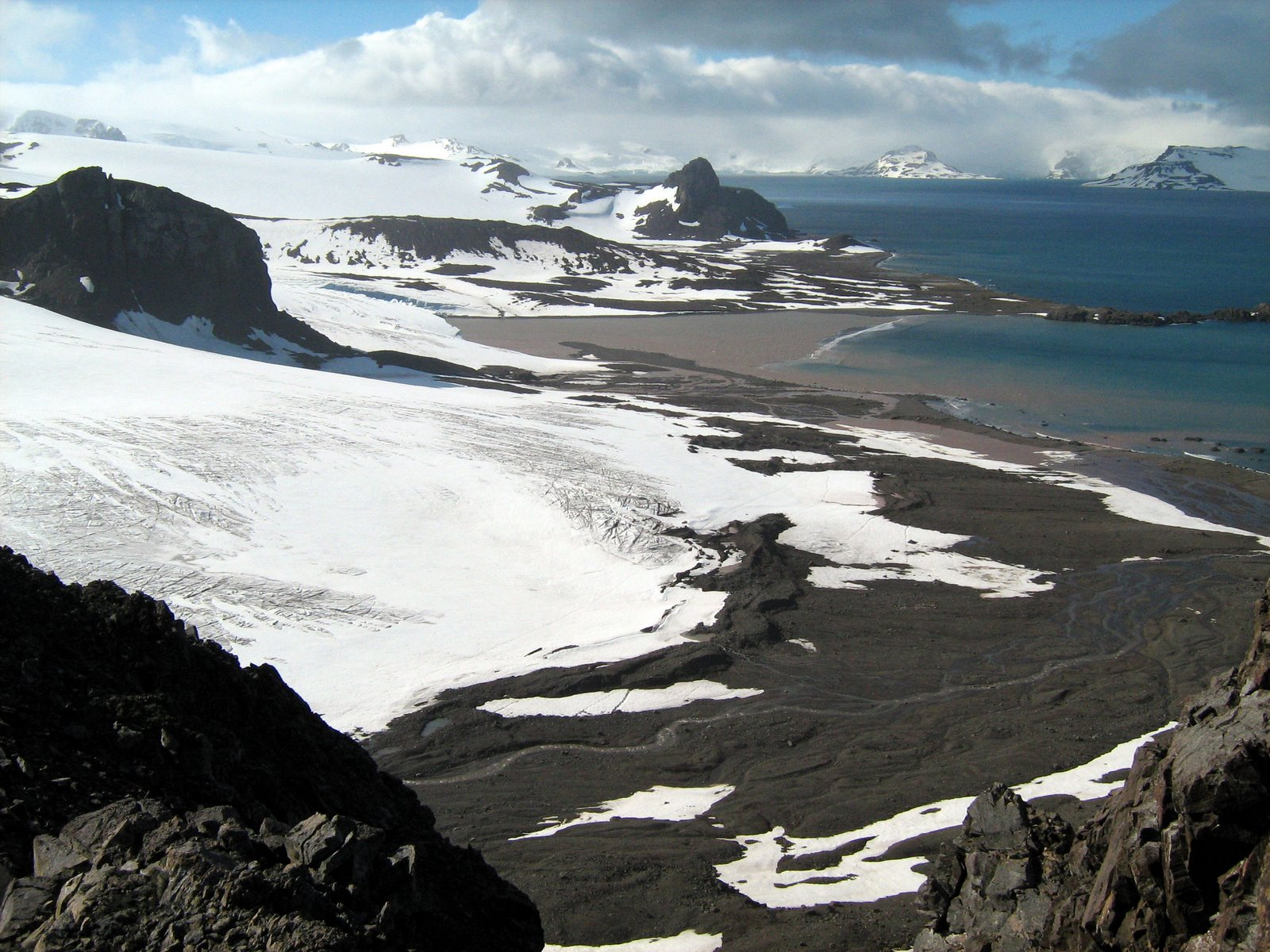
Blick auf den Baranowski-Gletscher mit dem Fosa Creek im Vordergrund

Der Fosa Creek (englisch; polnisch Potok Fosa ‚Grabenbach‘) ist ein kleiner, Schmelzwasser führender Bach auf King George Island im Archipel der Südlichen Shetlandinseln. Er fließt vom Tower Glacier und Baranowski-Gletscher zur Staszek Cove.
Polnische Wissenschaftler benannten ihn.